# 우자키 양은 놀고싶어!
《우자키 양은 놀고싶어!》(일본어: 宇崎ちゃんは遊びたい!)는 타케(丈)가 그리고 있는 일본의 만화이다. 일본에서는 2018년 7월 9일, 카도카와 퓨처 퍼블리싱의 레이블은 드래곤 코믹스 에이지(일본어: ドラゴンコミックスエイジ)에서, 대한민국에서는 대원씨아이에서 발간하고 있다. 텔레비전 애니메이션은 ENGI에서 만들어 AT-X 등에서 1기는 2020년 7월 10일부터 9월 25일까지 방영했다. 2기는 2022년 10월 1일부터 12월 24일까지 방영되었다.

## 개요
일본의 로맨스 코미디 만화이다. 작가는 타케(丈)이다.